# Louis Roth
Louis Roth (* 20. April 1843 in Wien; † 28. September 1929 in Baden (Niederösterreich); eigentlich Ludwig Roth) war ein österreichischer Operetten-Komponist und Kapellmeister.

## Leben
Louis Roth studierte in Wien bei Carl M. Pfeffer Klavier und bei Vetter und Kaismeier Theorie. Danach war er 1874/75 als Chormeister bei verschiedenen Gesangvereinen tätig und in der Saison 1875/76 Kapellmeister am Danzerschen Orpheum. Anschließend wirkte er bis 1884 als Kapellmeister und Hauskomponist am Theater an der Wien, wo er auch viele Erstaufführungen von Johann Strauss (Sohn), Carl Millöcker und Franz von Suppè leitete. 1884 übersiedelte er nach  Berlin, wo er Komponist, Kapellmeister und Arrangeur am Friedrich-Wilhelmstädtischen Theater war.
Er komponierte vor dem Aufkommen der Berliner Operette Werke im Wiener Stil und konnte mit einigen auch beachtliche Erfolge erzielen. Im Auftrag des Musikverlegers Georg Lewy arrangierte er mehrere Tänze aus der Operette Jabuka oder Das Apfelfest (1894) von Johann Strauss (Sohn) für Klavier, womit er sich einigen Ärger mit dem Komponisten einhandelte.
Roth war der jüngere Bruder des Komponisten Franz Roth (1837–1907).

## Werke
- Don Quijotte. Komische Oper in 3 Akten. Mit Max von Weinzierl, Text: Karl Grändorf (1875, UA 1877 Graz)
- Der Marquis von Rivoli. Libretto: Richard Genée und Benjamin Schier (1884)
- Die Lieder des Mirza Schaffy. Libretto: Emil Pohl (1887)
- Der Nachtwandler. (1888)
- Die Hochzeit von Leni. (1890)
- Der goldene Kamerad. Libretto: Hermann Hirschel (1895, Wien)
- Der Lieutenant zur See. Operette in 3 Akten, Libretto: Emil Schlack und Louis Herrmann (1895)
- Zwillinge. Mit Richard Genée, Libretto: F. Zell und Richard Genée (1896)
- Der Hungerleider. Libretto: Julius Keller und Louis Herrmann (1896)
- Frau Reclame. Ballett-Operette. Libretto: Julius Horst und Leo Stein (1898)
- Der Jugendring. Märchen-Operette, Libretto: Hermann Hirschel (1900)
- Wiener Vollblut. Libretto: Theodor Taube (ca. 1900)